# Hilario González García
Hilario González García (ur. 19 czerwca 1965 w Monterrey) – meksykański duchowny rzymskokatolicki, biskup diecezjalny Linares w latach 2015–2020, biskup diecezjalny Saltillo od 2021.

## Życiorys
Święcenia kapłańskie otrzymał 15 sierpnia 1995 i został inkardynowany do archidiecezji Monterrey. Pracował przede wszystkim w seminarium w Monterrey, pełniąc funkcje ojca duchownego, prefekta studiów filozoficznych, wicerektora i rektora. Współpracował także z meksykańską Konferencją Episkopatu jako sekretarz wykonawczy komisji ds. ekumenizmu i dialogu międzyreligijnego.
19 listopada 2014 papież Franciszek mianował go biskupem diecezjalnym diecezji Linares. Sakry biskupiej udzielił mu 22 stycznia 2015 nuncjusz apostolski w Meksyku - arcybiskup Christophe Pierre.
21 listopada 2020 papież Franciszek przeniósł go na urząd biskupa diecezjalnego Saltillo. Ingres do katedry w Saltillo odbył 29 stycznia 2021.